# Hinche (departementshuvudort)
Hinche är en departementshuvudort i Haiti.   Den ligger i departementet Centre, i den centrala delen av landet, 80 km norr om huvudstaden Port-au-Prince. Hinche ligger 237 meter över havet och antalet invånare är 18 590.
Terrängen runt Hinche är platt åt nordväst, men åt sydost är den kuperad. Runt Hinche är det ganska tätbefolkat, med 166 invånare per kvadratkilometer. Hinche är det största samhället i trakten. Trakten runt Hinche består till största delen av jordbruksmark.